# Forbandede Ungdom
 For alternative betydninger, se Forbandede Ungdom (album).
Forbandede Ungdom (på engelsk The Catcher in the Rye) er en roman skrevet af forfatteren J.D. Salinger i 1951. Romanen blev i 2004 nyoversat af Klaus Rifbjerg med titlen Griberen i rugen.
Bogen har opnået en vis kultisk status, idet Mark David Chapman, der myrdede John Lennon i 1980, havde bogen i lommen, da han blev arresteret, og John Hinckley, der forsøgte at myrde daværende præsident Ronald Reagan i 1981, havde bogen liggende på sit hotelværelse.
Bogen blev forbudt i amerikanske skoler og biblioteker 1961-1982 på grund af bl.a blasfemi, seksuelle referencer, grimt sprog samt fremstilling af rygning og druk. Den blev senest forsøgt gjort forbudt på Big Sky High School i Montana.

## Handlingen
Forbandede ungdom handler om den 17-årige Holden Caulfield, der netop er blevet smidt ud af endnu en privatskole. Det er kort før juleferien starter, og han vil ikke tage hjem til sine forældre, men han beslutter sig for at forlade skolen og tage til New York. Bogens handling udspiller sig over 72 timer fra Holden forlader skolen og til han lader sig indlægge på et sanatorium. Her fortæller han sin historie.